# Triarthrus
Il triartro (gen. Triarthrus) è un artropode estinto appartenente ai trilobiti. Visse nell'Ordoviciano superiore (circa 470 milioni di anni fa); i suoi resti fossili sono stati ritrovati in gran parte del mondo, in particolare in Nordamerica e in Scandinavia.

## Descrizione
Il corpo di questa piccola trilobite, lunga in media 4 centimetri, era decisamente allungato e stretto; la sua lunghezza era circa il doppio della larghezza. Il cephalon era molto ampio e largo, con una glabella vagamente rettangolare e dotata di due coppie di solchi profondi. Il torace, costituito da numerosi segmenti, non presentava spine genali; il pigidio era invece molto corto. Tra le specie più note di triartro sono da ricordare Triarthrus becki e T. eatoni, entrambe provenienti dagli Stati Uniti.

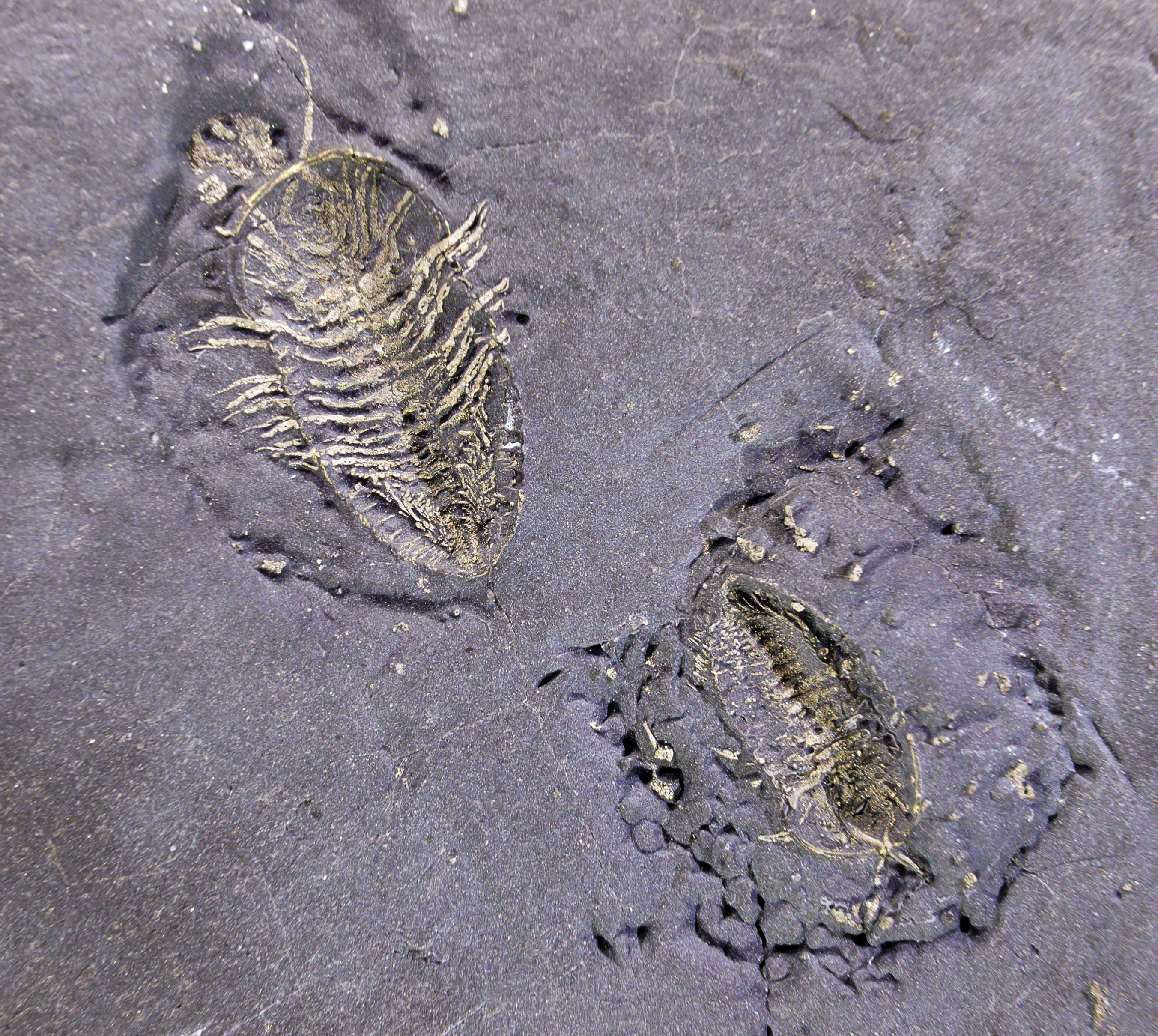
Triarthrus eatoni - Vista ventrale.

## Fossili
Alcuni fossili eccezionali di triartro preservano le parti molli dell'animale; questi resti permisero agli studiosi di conoscere i dettagli dell'anatomia dei trilobiti, fino a quel momento noti solo per il solo esoscheletro rigido. Questi fossili, noti principalmente a Rome (nello Stato di New York), si sono formati perché le carcasse degli organismi furono ricoperte da un sottile strato di pirite nel corso delle prime fasi di seppellimento; questo strato ha permesso la conservazione di strutture come branchie, zampe, antenne e sistema digestivo. Triarthrus è tuttora usato come esempio sui libri scientifici per illustrare la fisiologia dei trilobiti.

## Classificazione
Il triartro è considerato l'ultimo rappresentante della famiglia degli olenidi (Olenidae), il cui rappresentante più noto è Olenus del Cambriano. Questa famiglia molto diffusa apparteneva all'ordine degli pticopariidi (Ptychopariida), un gruppo di trilobiti arcaici ma con alcune caratteristiche già evolute.